# 홍콩 활동가 센카쿠 열도 상륙 사건

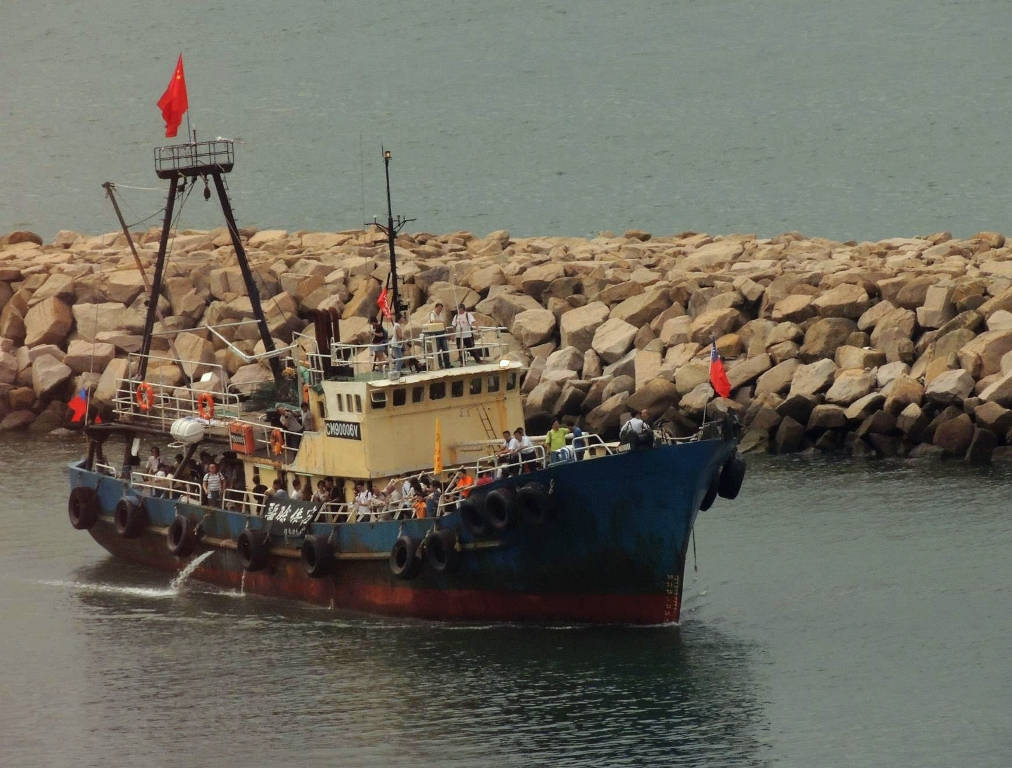
홍콩 활동가의 항의선

홍콩 활동가 센카쿠 열도 상륙 사건은 2012년 8월 15일에 중화인민공화국 홍콩 특별 행정구의 홍콩보조행동위원회의 멤버가 센카쿠 열도(중국명 댜오위다오) 우오쓰리 섬(중국명 댜오위 섬)에 상륙한 사건이다.

## 개요
일본 해상보안청에 따르면 15일 오후 5시 29분, 홍콩의 활동가들이 승선하고 있는 항의선이 일본의 영해에 침입하여, 활동가 등 7명이 우오쓰리 섬(중국명 댜오위 섬)에 상륙하였다고 한다. 이에 대해 오키나와 현 경찰은 입관난민법 위반 혐의로 활동가 등 5명을 체포했다. 활동가가 속한 단체의 홈페이지에 따르면 항의선은 12일 출항한 14명이 승선하고 있었다. 이에 대해 노다 요시히코 총리는 "법령에 의거 엄정하게 대처한다"고 하였다. 후지무라 오사무 관방 장관은 "센카쿠 열도가 일본 고유의 영토인 것은 역사적으로도 국제법상으로도 의심할 여지없이 유효하게 지배하고 있다."고 강조했다. 이에 앞서 외무성 사사에 겐이치로 사무차관은 청융화 주일 중국 대사를 외무성으로 불러 항의했다.